# Eriococcus shiraiwai
Eriococcus shiraiwai är en insektsart som beskrevs av Kuwana och Muramatsu 1931. Eriococcus shiraiwai ingår i släktet Eriococcus och familjen filtsköldlöss. Inga underarter finns listade i Catalogue of Life.